# 反斯大林主义左翼
反斯大林主义左翼（英語：Anti-Stalinist left）泛指各种反对和批判约瑟夫·斯大林和斯大林主义的左翼政治理念。

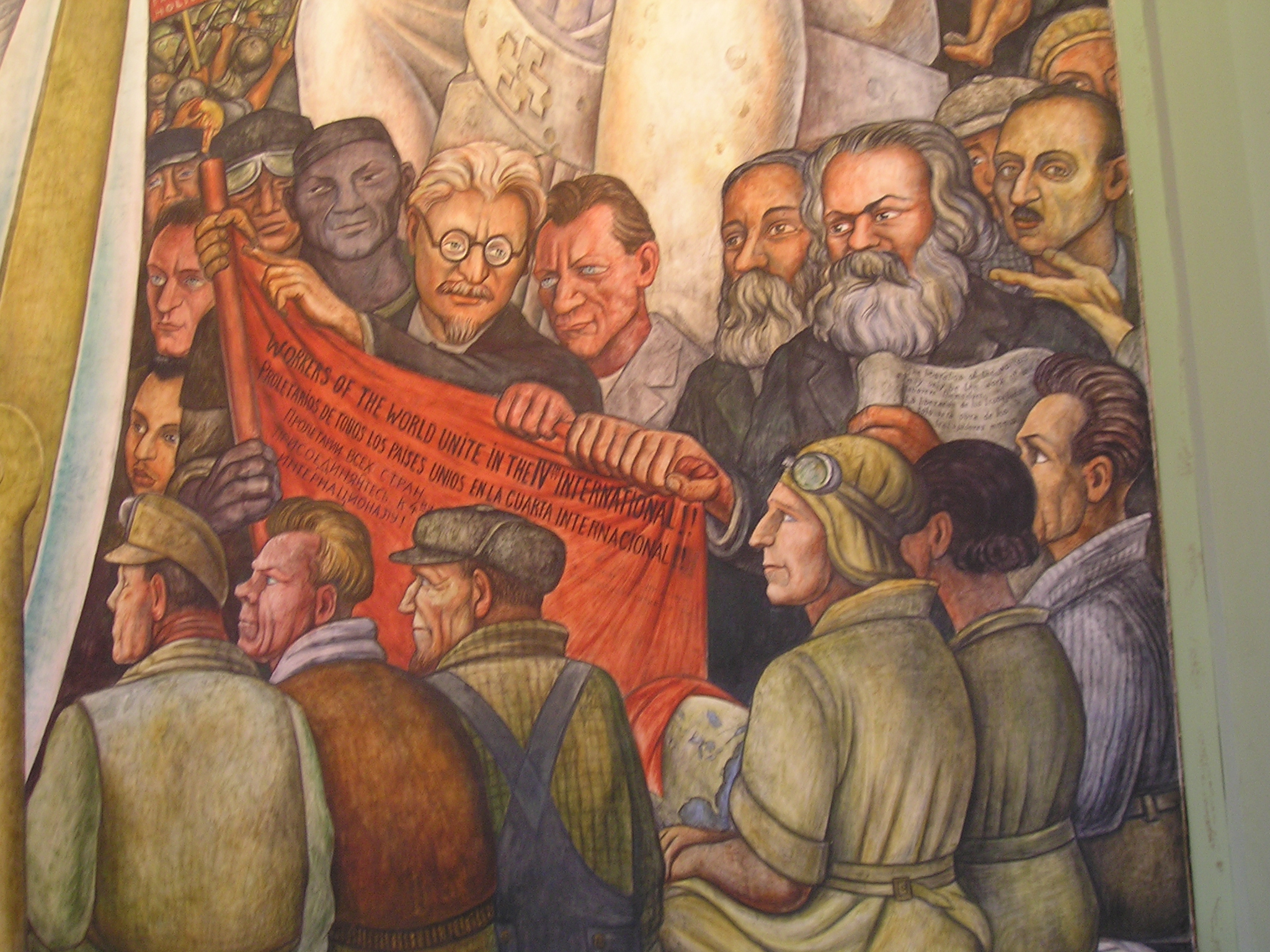
墨西哥艺术家、托洛茨基主义者迭戈·里维拉创作的壁画，将列夫·托洛茨基描绘成与卡尔·马克思、弗里德里希·恩格斯并列的工人运动的真正先驱。

这一术语也可以用来指代既反对独裁、个人崇拜和警察国家也批判资本主义和保守主义的左翼反对派。他们反对极权主义的斯大林主义式政权，如毛泽东、金日成、胡志明、黎笋、恩维尔·霍查、瓦尔特·乌布利希、博莱斯瓦夫·贝鲁特、拉科西·马加什、克莱门特·哥特瓦尔德、古斯塔夫·胡萨克、埃里希·昂纳克、波尔布特、尼古拉·齐奥塞斯库等人执掌的政权。
反斯大林主义左翼包括以下政治流派：
- 革命社会主义
  - 左翼反对派
    - 托洛茨基主义
      - 沙赫特曼主义

  - 卢森堡主义
  - 左翼共产主义
    - 委员会共产主义
    - 博尔迪加主义
    - 共产化
- 右翼反对派
  - 布哈林主义
- 铁托主义
- 欧洲共产主义
- 无政府主义
  - 无政府工团主义
  - 无政府共产主义
  - 互助论
- 自由意志社会主义
- 民主社会主义
- 社会民主主义
- 新左翼
- 自治主义马克思主义